# John Blackwood
John Blackwood, né avant 1775, probablement en Angleterre et mort le 24 juin 1819 à Bath en Angleterre, est un négociant, seigneur, officier de milice et homme politique,.

## Carrière

### Carrière militaire
Le rôle de John Blackwood au Canada débute vraisemblablement lors de l'invasion américaine de 1775-1776. Blackwood participe à la défense de Québec. En 1787, il est nommé lieutenant de milice et promu capitaine en 1800. Entre 1794 et 1815, il occupe à plusieurs reprises le poste de juge de paix du district de Québec. En reconnaissance de son implication dans la défense de Québec, le gouvernement lui accorde une concession de 400 acres dans le canton de Milton (aujourd'hui en Haute-Yamaska) en 1803. 

### Carrière marchande
En 1783, Blackwood, associé à Charles Grant, fonde la compagnie Grant and Blackwood, à Québec. Il se spécialise dans l'import-export. Les produits importés par les différentes compagnies détenues par Blackwood sont essentiellement le rhum, le sucre, le café, le vin et les lainages. Ces produits sont revendus à Québec, Montréal et Trois-Rivières. Il exporte surtout du blé.

### Carrière politique
Blackwood est impliqué dans la vie civique et communautaire de la ville de Québec. Il fait partie de la Société d'agriculture du district de Québec, de la Société du feu de Québec et il siège au conseil d'administration de la Quebec Assembly.  Il sera de plus impliqué dans l'érection d'une église presbytérienne dans la ville de Québec.
Il est également un membre fondateur de la Commitee of Trade.

## Vie personnelle
On sait peu de choses du premier mariage de Blackwood. Il a eu un fils, également nommé John Blackwood qui s'installe à Montréal.
John Blackwood, après le décès de son associé Charles Grant, épousera en secondes noces la veuve de ce dernier, Jane Holmes, le 23 avril 1793, à Québec.